# 往復書簡 初恋と不倫
『往復書簡 初恋と不倫』（おうふくしょかん はつこいとふりん）は、坂元裕二による往復書簡集形式の小説・シナリオ。2017年6月26日にリトルモアから出版された。
本稿は主に登場人物のメールや手紙などのやりとりで構成された往復書簡集であり、本書の内容は本書以外の書籍化していない坂元裕二のシナリオと共に朗読劇の形式で公演も行われている。また、主に中国大陸やシンガポール、マレーシアなどで使用されている簡体字や主に台湾や香港、中華圏外の華人コミュニティなどで使用されている繁体字によって本書がそれぞれ翻訳された書籍なども出版されており、往復書簡集形式のシナリオ本でありながら中国最大の書評サイト「豆瓣読書」の2020年度外国語文学のランキング三位に選ばれた。

## 朗読劇
※シナリオが書籍化される以前から坂元が役者に出演を依頼し、共に公演をしている。下記の朗読公演の他にも本シナリオを使用した朗読イベントが多数公演されている。
※原作は異性のペアによるやり取りを中心に展開されているが同性のペアによる公演やイベントを行う場合もあり、その際には物語の流れや内容は変えないまま同性同士の物語へと変更になり、そのためのシナリオが用意される。
- 朗読劇 不帰の初恋、海老名SA（2012年）- 役者：酒井若菜×高橋一生、木村文乃×柿澤勇人、岡本玲×本郷奏多[5]
- 朗読劇 不帰の初恋、海老名SA ／カラシニコフ不倫海峡（2014年）- 役者：高橋一生×酒井若菜、風間俊介×谷村美月、満島真之介×倉科カナ [6]
- 蝋燭朗読中目黒（2014年）- 役者：風間俊介×臼田あさ美、三浦誠己×中村優子、タモト清嵐×岸井ゆきの、川口覚×ハマカワフミエ[7]
- 朗読劇「第一夜『カラシニコフ不倫海峡』」「第二夜『不帰の初恋、海老名SA』」（2017）- 役者：豊原功補×酒井若菜、仲野太賀×松岡茉優[8]
- 朗読劇「忘れえぬ 忘れえぬ」、「初恋」と「不倫」（2020年）- 役者：高橋一生×酒井若菜、林遣都×有村架純、風間俊介×松岡茉優、千葉雄大×芳根京子、福士蒼汰×小芝風花、仲野太賀×土屋太鳳[9]